# Henry Voordecker
Henri Voordecker ou parfois Henry Voordecker, né en 1779 à Bruxelles et mort en 1861 dans la même ville, est un peintre belge connu surtout pour ses représentations de pigeons et autres volatiles domestiques.

## Biographie
Henri - ou Henricus dans son acte de baptême rédigé en latin - Voordecker est né le 24 août 1779 au Marché au Charbon à Bruxelles et fut baptisé le même jour à Saint-Géry. En réalité, ses parents n'étaient pas originaires de Bruxelles. Son père, Pierre - ou Peter comme il le signait - Voordecker, épicier à la rue d'Anderlecht en 1798, était né à Eynthout en Campine et sa mère, Agnes Rega, naquit à Ophoven près de Trait-sur-Meuse. Pierre Voordecker obtint la bourgeoisie de Bruxelles dès 1758, et il fut rejoint par son frère Dominicus, épicier In de Slagh à la rue de Flandre, qui obtint cette bourgeoisie en 1776. Pierre Voordecker épousa Agnes Rega à Bruxelles, à Saint-Nicolas, en 1770. Il est mort à Bruxelles en l'an VII et son épouse est morte à Bruxelles en 1808.
Henri Voordecker, alors qualifié de dessinateur et domicilié chez sa mère, épousa à Bruxelles le 9 janvier 1805, Marie Jeanne Guldentops, lingère, qui était née à Alost en 1777 et était la fille du négociant Jean Baptiste Guldentops et de son épouse Marie Thérèse Covens. Marie Jeanne Guldentops mourut fin novembre 1821 à Bruxelles et Henri ne se remaria pas, traversant quatre décennies de solitude accompagné de son art, et assumant seul la responsabilité de ses jeunes enfants.
On leur connaît deux enfants qui seront artistes-peintres :  
- Marie Louise Voordecker, artiste peintre, née à Bruxelles le 4 septembre 1813, qui épousa à Bruxelles[13] le 2 mai 1857 le négociant Jean François Wauwermans, déjà veuf d'Eulalie Françoise Cousine morte en 1849, né à Bruxelles le 28 août 1804 et résidant à Gosselies. Elle est morte à Molenbeek-Saint-Jean[14] le 8 novembre 1871 à 9 heures du matin au domicile conjugal du n° 73 du Quai du Hainaut. Louise fut professeur d'art à la cour du roi Léopold Ier et peignait principalement des fruits et des fleurs. Son oeuvre fut parfois aigrement critiquée[15] mais aussi apprécié par des connaisseurs[16].
- François Henri Voordecker, artiste peintre, né à Bruxelles le 22 juillet 1816, qui épousa en 1871 à Bruxelles[17] Léontine Caroline Joséphine Penay, rentière, veuve[18], née à Battice le 29 janvier 1827 et résidant à Huy. Il mourut à Geel[19] le 12 septembre 1895. François Voordecker fut un peintre de genre et un portraitiste. Il exposait déjà en 1839, et en 1842, il exposa un tableau ambitieux qu'un critique jugea très sévèrement[20] pendant que d'autres critiques éreintaient également le jeune artiste[21].

En 1812, avec son épouse, Henri Voordecker habitait à la rue des Éperonniers. Ensuite, et depuis 1816 , là où également son épouse expira, il habite et travaille à la rue de la Putterie, au n° 25. Il passa ainsi toute sa vie au cœur de Bruxelles, à deux pas de la Grand-Place.    
Henry Voordecker est élève de Jean-Baptiste De Roy,.
Il peint des paysages, des animaux et des sujets domestiques simples. Au Salon de Bruxelles de 1813, il obtient un prix d'encouragement pour son tableau Un coup de vent au coucher de soleil, sujet du paysage imposé aux artistes. 
À partir de 1816, il devient un ami de Jacques-Louis David. En 1842, le roi et la reine des belges, ainsi que la reine d'Angleterre, lui font d'honorables commandes. La reine Victoria avait notamment acheté un tableau, représentant des pigeons, pour l'offrir à son mari le prince Albert à l'occasion de son anniversaire le 26 août 1841. En 1841 également, le Journal de Bruxelles mentionne que le Roi et la Reine ont visité l'exposition de la Société royale de Philanthropie, au temple des Augustins. LL.MM. ont été reçues par M. le bourgmestre Van Volxem (...). Dans la galerie de tableaux dont M. Navez a fait les honneurs, S. M. a examiné les productions de nos artistes avec une bienveillante attention : celles de MM. Voordecker, Bovie, Marneff, Delvaux, etc., ont attiré particulièrement l'attention des augustes visiteurs.    
Henry Voordecker meurt le 3 décembre 1861 à Bruxelles à son domicile de la rue de la Putterie.
Plusieurs journaux relatèrent son décès. Ainsi, L'Indépendance belge du 4 décembre 1861, en première page, écrit que Les arts viennent de perdre le doyen de nos artistes peintres, M. Henri Voordecker, décédé hier dans sa 83e année. Il était né en cette ville en 1779. M. Voordecker était décoré de l'Ordre de Léopold de Belgique, et de la Couronne de Chêne des Pays-Bas. Un journal, L'Echo du Parlement, relata également les funérailles d'Henri Voordecker, et donna une retranscription du discours de François-Joseph Navez.   
Sa collection de tableaux fut vendue en vente publique à Bruxelles le 6 août 1862 et les jours suivants, en même temps que celle du peintre H. Kreins, en la salle du sieur Demol, Grand-Place 18, par Me Broustin, notaire à Bruxelles. Comme le dit l'annonce, indépendamment des tableaux, études et dessins du genre dans lequel MM. Voordecker et Kreins excellaient (les pigeons et les paysages), on en distingue encore d'Eugène Verboeckhoven, Henri Vanassche, Gérard Dow, Vanden Eechoudt, Crayer, Ph. de Champagne, Madou, Fourmois, Dewalsche, Paul Grégoire et autres.

## Œuvres

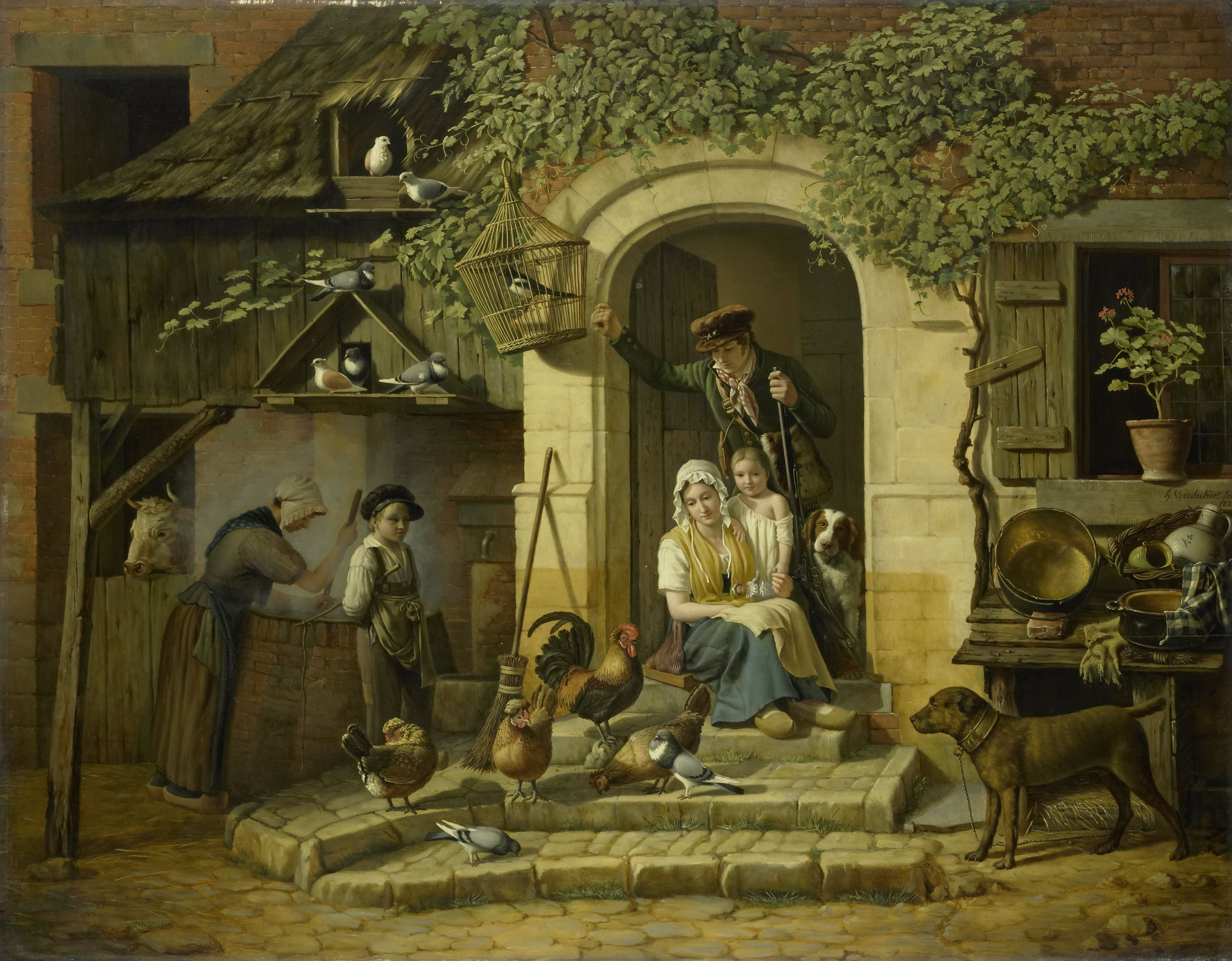
Ménage de chasseurs, 1826, Rijksmuseum, Amsterdam.

- Ménage de chasseurs, 1826, Rijksmuseum, Amsterdam[25].
- Vue du village et de la chapelle de Waterloo, hauteur 44 cm et largeur 57 cm[38].
- Garçon et fille avec leurs pigeons dans un grenier[39], 1833
- Enfants jouant avec des volailles et des pigeons[27].
- Le retour du chasseur, musée d'Amsterdam[26].
- Le colombier[40], musée de Bruxelles[26].